# Uppenbarelsekyrkan, Saltsjöbaden
Uppenbarelsekyrkan är en kyrka i Saltsjöbaden i Nacka kommun. Uppenbarelsekyrkan är en av två kyrkobyggnader som tillhör Saltsjöbadens församling i Stockholms stift; den andra är Skogsö kapell.
Uppenbarelsekyrkan byggdes åren 1910-1913 efter ritningar av Ferdinand Boberg och invigdes den 18 maj 1913. Fasad såväl som stomme uppfördes i rött helsingborgstegel. Den konstnärliga utsmyckningen utfördes av Olle Hjortzberg och Carl Milles. Stilistiskt är byggnaden en ovanlig kombination av nationalromantik och jugend, närmast jämförbar med Engelbrektskyrkan som stod klar året därpå.
Kyrkan var en donation från Knut Agathon Wallenberg och Alice Wallenberg till Saltsjöbaden. Makarna ligger begravda i ett gravkor i kyrkan, som för övrigt inte har någon kyrkogård i närheten.

## Historik
Uppenbarelsekyrkan var ett beställningsarbete från Knut Agaton och Alice Wallenberg. Under pompa och ståt invigdes kyrkan den 18 maj 1913. På K A Wallenbergs 60-årsdag, som var dagen efter, överlämnades kyrkan som gåva till Saltsjöbadens församling. Idag är Uppenbarelsekyrkan ett av landets främsta kyrkomonument från jugendepoken. Den som formulerade det religiösa idéprogrammet för kyrkans konstnärliga utsmyckning var ärkebiskop Nathan Söderblom och som kulturhistorisk rådgivare medverkade docenten i konsthistoria Johnny Roosval. Vid denna tid låg ett nyvaknat intresse för den äldre kyrkokonsten, speciellt den medeltida, och betydelse att återknyta till den. Jugendepoken medförde dessutom att arkitekten skulle arbeta som allkonstnär och skapa konstnärligt genomgripande miljöer.
Tillsammans med Ferdinand Boberg utformade Carl Milles många av de fasta och lösa inventarierna och Carl Milles själv utformade också många inventarier. På väggar och tak utförde Olle Hjortzberg de figurativa målningarna, medan Filip Månsson och Oscar Brandtberg målade de dekorativa vägg- och takmålningarna.

## Exteriör

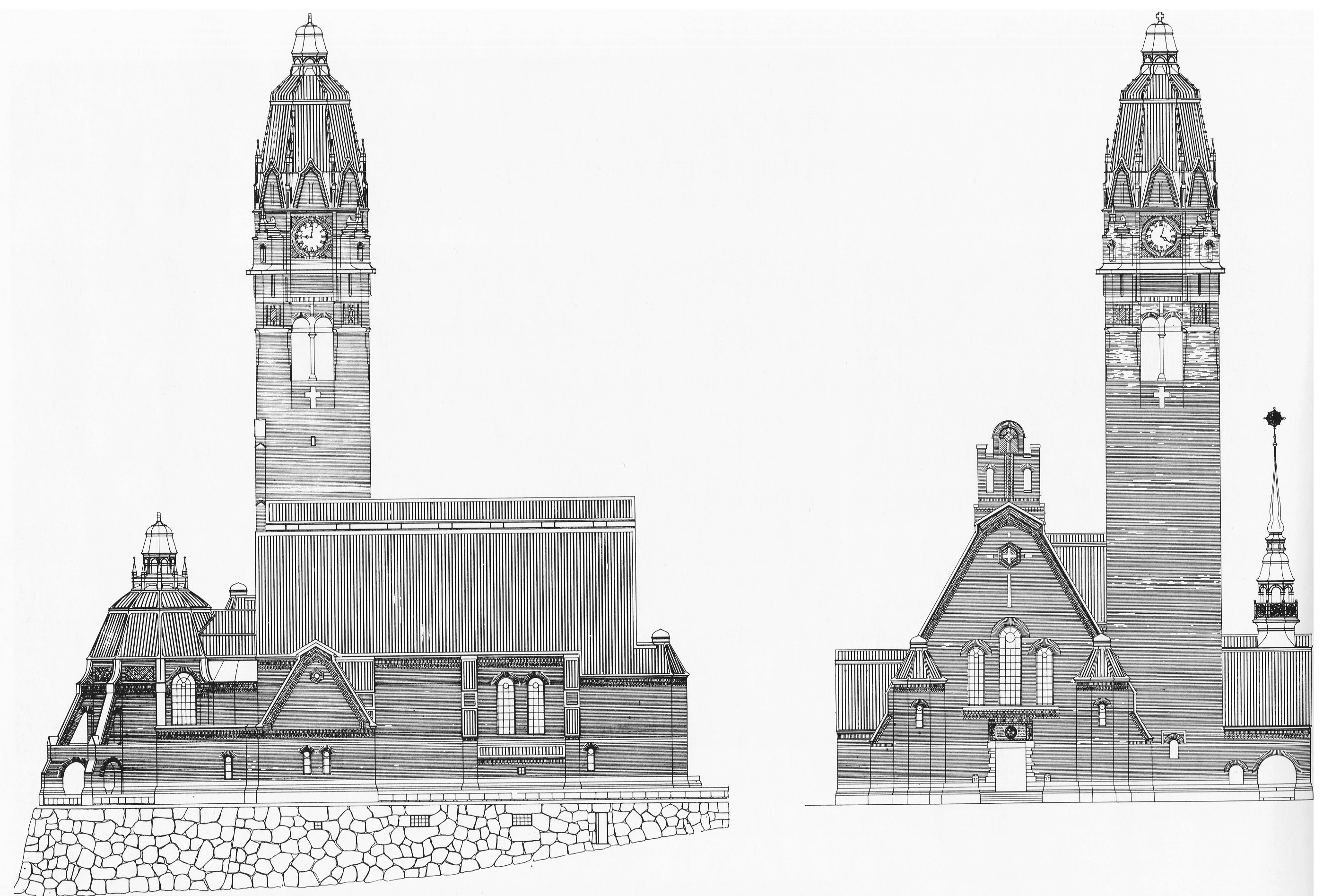
Bobergs fasadritningar.

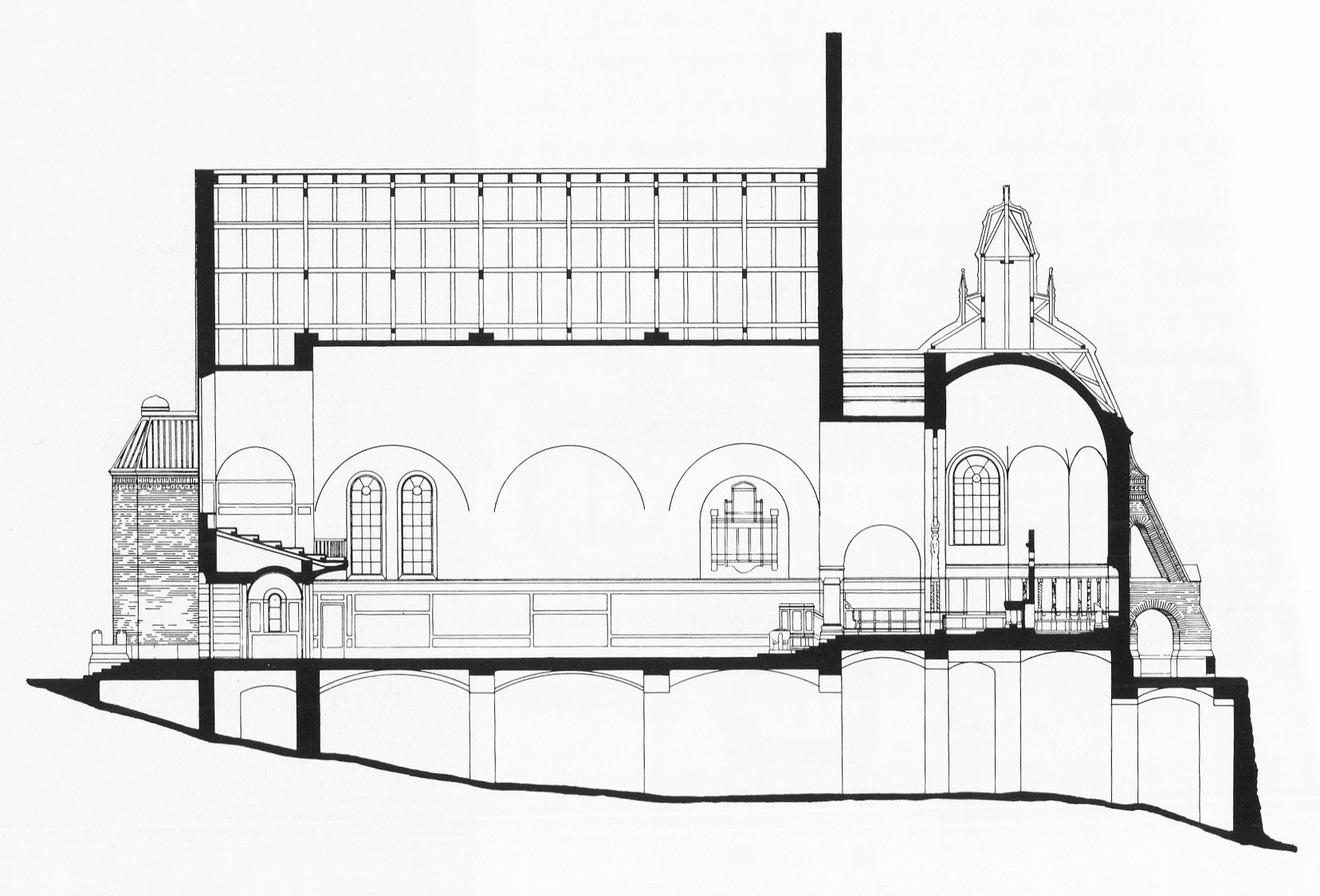
Sektion.

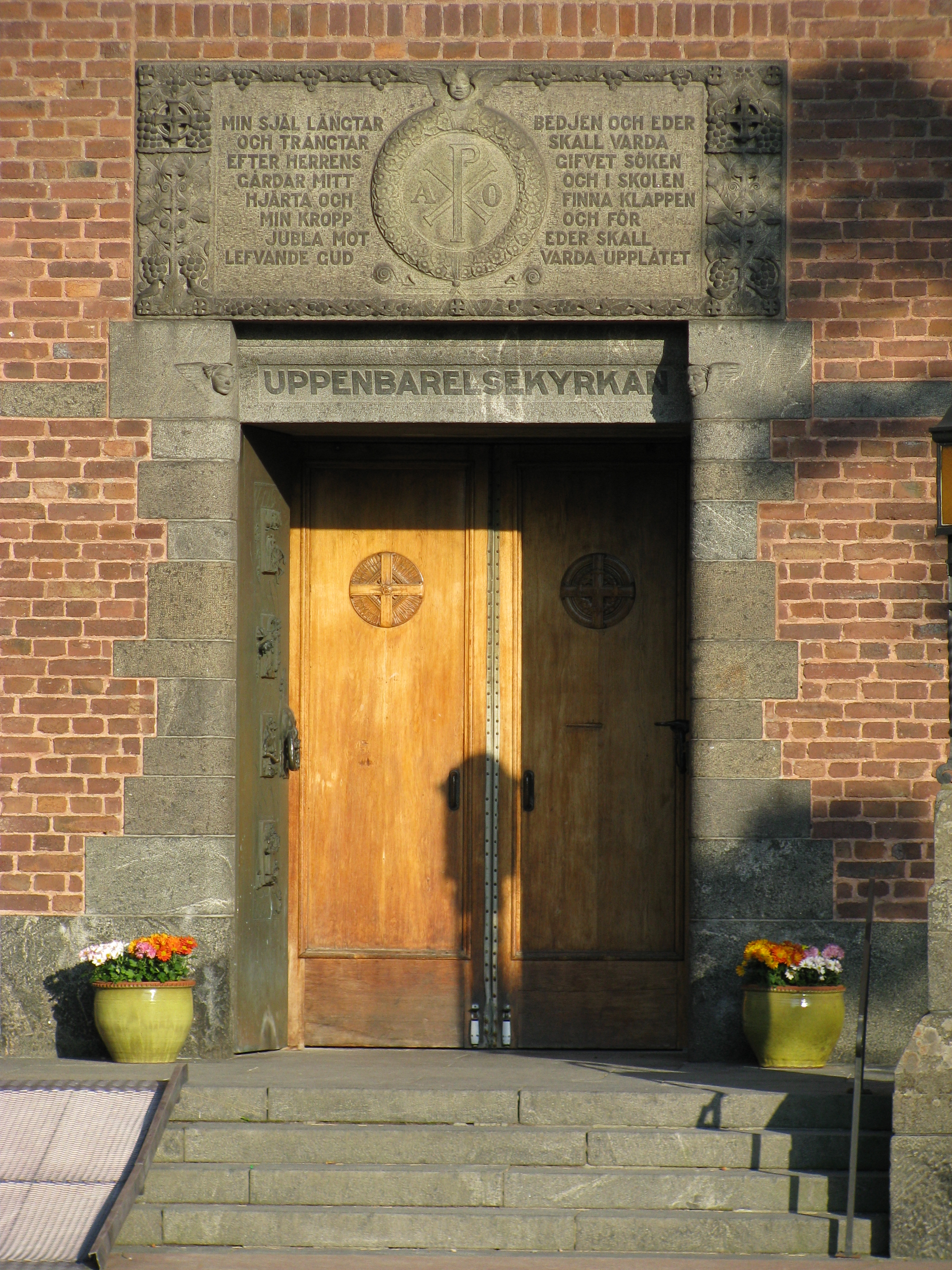
Entréportalen.

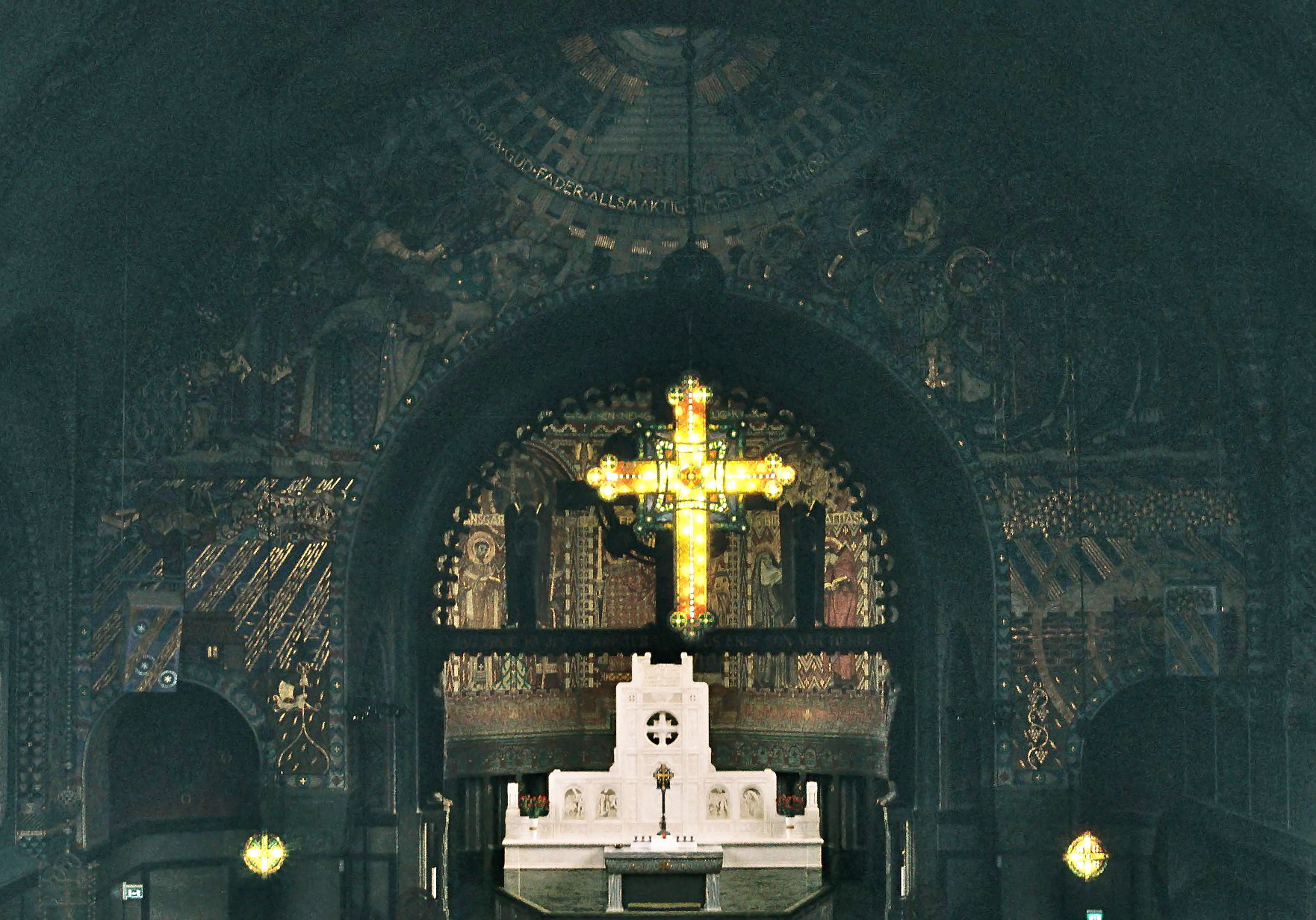
Altarrummet.

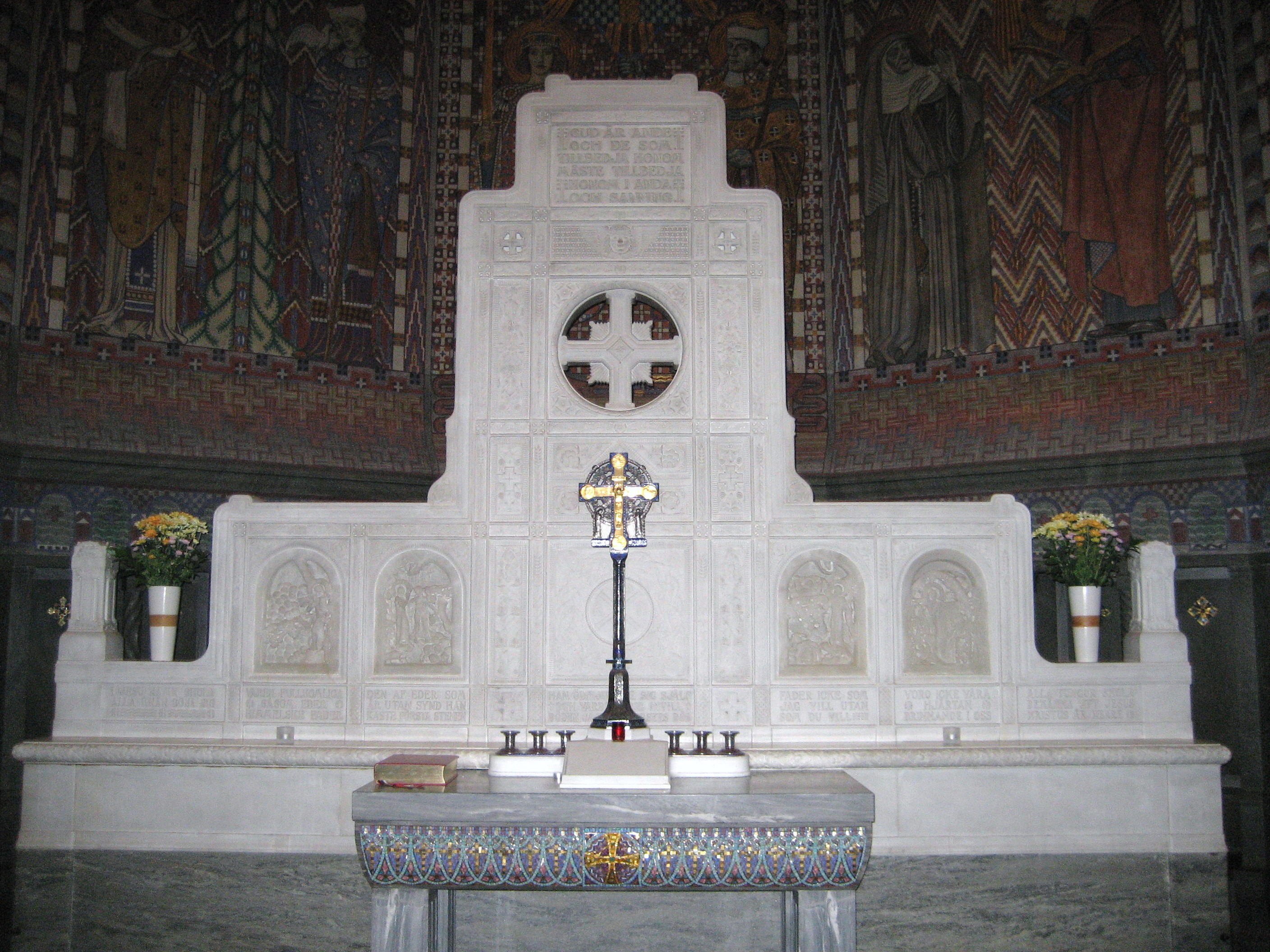
Altaret.

### Bronsportarna
Vid huvudentrén finns två märkliga bronsportar med reliefer skapade av Carl Milles. De är gjorda efter modell av medeltida portar, där man ofta ställde motsatser mot varandra. Portarnas reliefer skildrar människolivet som det alltid har sett ut. Högra portens reliefer skildrar livets glädje och tröst, medan vänstra portens reliefer skildrar dess elände och olycka. Ovanifrån bevakas porten av två små änglahuvuden i sten i en infälld granitplatta med bibelord och religiösa symboler, namnet Uppenbarelsekyrkan flankeras av två små änglahuvuden, också skapade av Carl Milles.

### Kyrkans fasader
Fasaderna är i mörkt Helsingborgstegel, det vill säga tegel som kommer från Helsingborgs Ångtegelbruk, och sockeln som löper runt yrkan är av huggen granit. På fasaden är dekoren sparsam med bårder av mönstermurat eller format tegel. Utskjutande stenar bilder stjärnbilder på kyrkans västfasad.

## Interiören
Genom samarbete mellan arkitekt, rådgivare, konstnärer och konsthantverkare har kyrkans utsmyckning skapats i detalj. Av det skälet är Uppenbarelsekyrkan unik. I långhusets västfasad finns tre fönster som släpper in dagsljuset och på vardera långsidan båda fasader finns två fönster som släpper in dagsljuset. I koret kommer ljuset från två stora rundbågiga fönster. Ett stort ljuskors av smidesjärn och blyinfattat färgat glas hänger mitt i långskeppets främre parti. Sex mindre ljusamplar i färgat blyinfattat glas med korssymbol finns över kyrkbänkarna. Ovanför västra läktaren och i koret finns en ljusbåge, som vittnar om ett intresse för den då nya elektriciteten. Skaror av människor, som böjer sina huvuden inför Gud syns på kyrkans östra mur.
Byggherren, arkitekten, byggchefen samt en del av konstnärerna återfinns på den vänstra sidan av muren, och de himmelska härskarorna syns på den högra sidan av muren. I den världsliga folkhopen på den vänstra sidan av muren har Olle Hjortzberg på medeltida vis låtit några samtida personer ingå, de flesta aktuella i samband med kyrkobygget. Uppifrån ses byggnadskontrollanten major Busch, donatorn bankdirektör K A Wallenberg, grosshandlare Beskow, som var en känd Saltsjöbadsprofil, arkitekten Ferdinand Boberg och bakom honom konstnären Oscar Brandtberg. Nederst konstnären Filip Månsson till vänster och Olle Hjortzberg själv till höger.

### Altaret, altarbordet och dopfunten
Det stora altaret är av vit Carraramarmor och är skapat av Ferdinand Boberg. Altaret med sin vithet, storlek och originella form ska, enligt Boberg, genast fånga besökarens blick vid inträdet i kyrkorummet.
Altarbordet är gjort av blåflammig marmor med inläggningar av guld, emalj, granater och rosenstenar. Ljusstakarna och krucifixet ingår i kompositionen. Krucifixet är monterat på ett bokstöd i vit marmor, och bakom altaret finns en så kallad Cathedra för enskild andakt. Längs altarbordet finns infällda fyra bibliska reliefer i alabaster utförda av Carl Milles. Reliefernas teman har valts ut av Nathan Söderblom och är följande: Jesu bergspredikan (Matteus 5:1 - 7:28), Jesus och äktenskapsbryterskan (Johannes 8:1-11), Jesu bönekamp i Getsemane (Matteus 26:36-46) samt Jesu möte med de båda lärjungarna i Emmaus (Lukas 24:13-35).
Dopfunten är huggen i mörk granit och skulpterad av Carl Milles. Ett lock i hamrat järn med guldinlägg hör till dopfunten. Själva locket är ritat av Ferdinand Boberg.

### Epitafiet och gravkoret
På den norra väggen är en minnestavla och den vänder sig mot orgelläktaren. De fem figurerna på epitafiet är gjorda av Carl Milles och föreställer svenska psalmförfattare. De fem psalmförfattarna är biskop Thomas, Olaus Petri, Haqvin Spegel, Johan Olof Wallin och Erik Gustaf Geijer. Själva epitafiet är ett verk av Ferdinand Boberg, diktarna är gjorda av Carl Milles.
Makarna Knut Agaton Wallenberg och Alice Wallenberg vilar i sarkofager gjorda i svart granit i gravkoret. Mosaikarbetet är i bysantinsk stil och utfört av den italienske mästaren Antonio Labus.

### Den första orgeln
- 1913 byggde Åkerman & Lund, Sundbybergs köping, en orgel med 11 stämmor. Fasaden var byggd i obehandlad furu och ritades av Ferdinand Boberg. Den byggdes om av samma firma 1933 och fick då 30 stämmor, två manualer och pedal. 1964 byggdes orgeln om igen av Einar Berg, Bromma och fick då 31 stämmor, två manualer och pedal. Orgeln och orgelfasaden förvaras i kyrkkällaren.
- Den nuvarande orgeln byggdes 1988 av Walter Thür Orgelbyggen AB, Torshälla och är en mekanisk orgel. Fasaden är samtida med orgeln. Orgelfasaden ritades av konstnärerna Gunvor Westelius och Jerk Alton. Gunvor Westelius utformade och dekorerade även altarfront, predikstol, dopfunt, psalmtavla och orgel år 1991 i Skogsö kapell, som ligger på Skogsö kyrkogård, Saltsjöbadens församlings begravningsplats.

| Huvudverk I         | Svällverk II        | Pedal         | Koppel |
| Principal 16'       | Borduna 16'         | Principal 16´ | I/P    |
| Principal 8´        | Basetthorn 8'       | Subbas 16'    | II/P   |
| Flûte harmonique 8' | Rörflöjt 8'         | Octava 8'     | II/I   |
| Gamba 8'            | Salicional 8'       | Borduna 8'    |        |
| Octava 4'           | Voix celeste 8'     | Octava 4'     |        |
| Hålflöjt 4'         | Octava 4'           | Basun 16'     |        |
| Kvinta 3'           | Flûte octaviante 4' | Zinka 4'      |        |
| Octava 2'           | Gemskvint 3'        |               |        |
| Cornet 3 chor       | Waldflöjt 2'        |               |        |
| Mixtur 4 chor       | Ters 1 3/5'         |               |        |
| Trumpet 8'          | Sifflöjt 1'         |               |        |
|                     | Scharf 3 chor       |               |        |
|                     | Fagott 16'          |               |        |
|                     | Oboe 8'             |               |        |
|                     | Tremulant           |               |        |
|                     | Crescendosvällare   |               |        |

### Predikstolen och kyrkbänkarna
Predikstolen är tillverkad i svart blankpolerad belgisk marmor. Bildtexter finns i de fem sidofälten och de är efter Silverbibeln i skimrande glasmosaik. De enkla kyrkbänkarna har en fortlöpande bibeltext på gavlarna som enda dekor, Den lyder:
Lofva Herren min själ och allt det i mig är, Lofva hans heliga namn, Lofva Herren min själ, och förgät icke hvad godt han har gjort. Barmhärtig och nådig är Herren, långmodig och stor i mildhet, Så hög som himmelen är öfver jorden, så väldig är Guds nåd öfver dem som frukta honom.

## Inventarier
Följande lösa inventarier ingick när församlingen fick kyrkan som gåva: ett altarkors (krucifix), två kandelabrar, en kanna, en kalk, en mindre kalk, en paten (oblaten som serveras på ett fat), en oblatask (skrin med lock), en vinkanna, en brudkrona, ett sockenbudstyg (schatull med mindre nattvardskärl), två mässhakar (överplagg för prästen) och två mässkjortor (liturgiskt plagg i form av en vit skjorta av linne).

## Det religiösa idéprogrammet för kyrkans konstnärliga utsmyckning

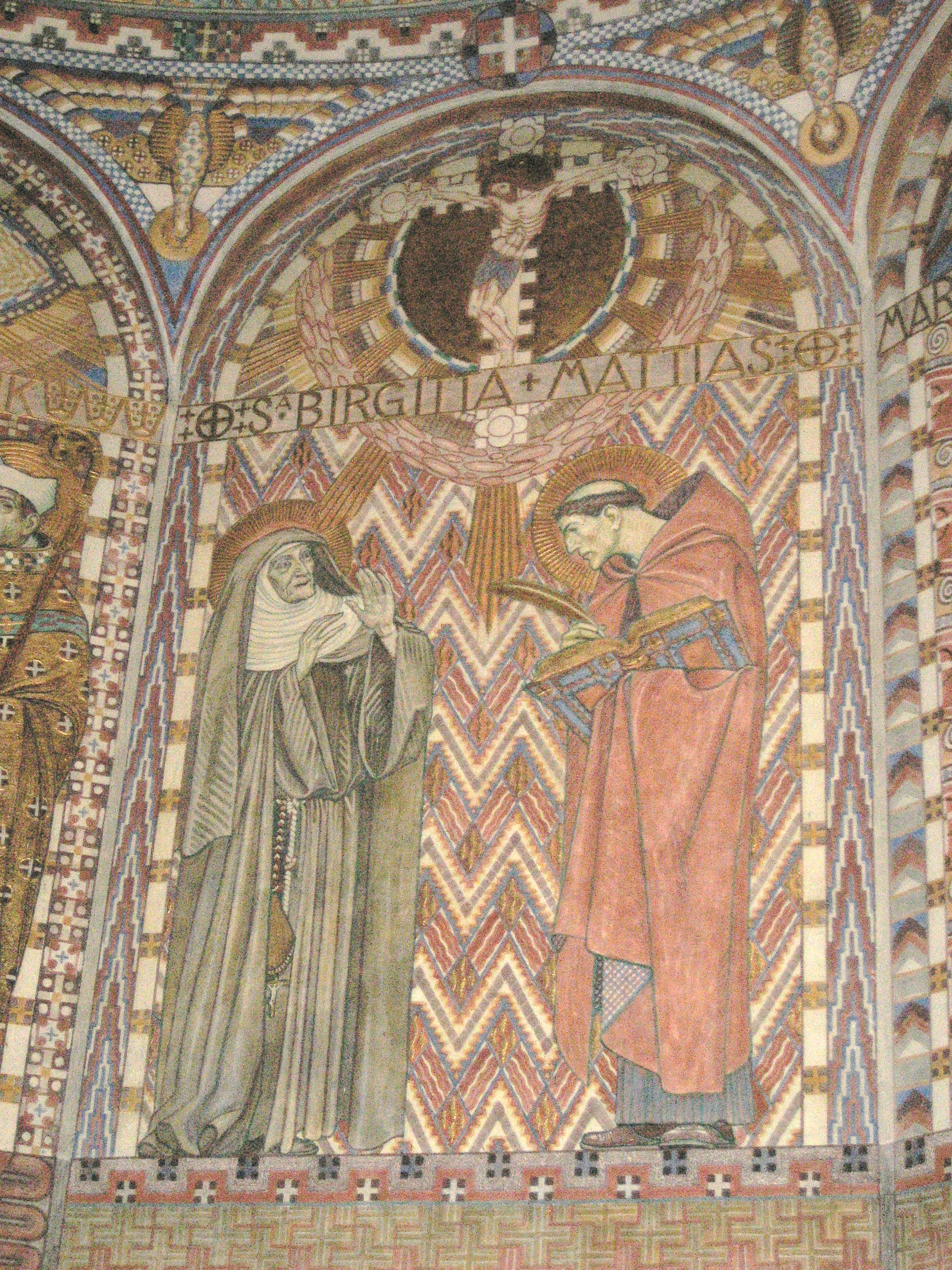
Heliga Birgitta och Sankt Mattias, väggmålning av Olle Hjortzberg.

Ärkebiskop Nathan Söderblom formulerade det religiösa idéprogrammet för Uppenbarelsekyrkans konstnärliga utsmyckning med följande ord: "Gud ger bevis för sin existens genom att på olika sätt och genom människor, i historien och i nuet uppenbara sig för människorna genom att ta gestalt i hjältar, martyrer, filosofer, profeter, helgon, konstnärer, uppfinnare och diktare som bidragit till religionens, konstens, kulturens och mänsklighetens utveckling."

### Tiden före Jesus
All figurmålning i långskeppet är utförd av Olle Hjortzberg. Det stora rummet med bänkarna, långskeppet, visar Guds uppenbarare från tiden före Jesus. Profeterna Elias och Jesaja från Gamla Testamentet representerar tiden före Kristus på den norra långväggen. De grekiska filosoferna Sokrates och Platon från den grekiska antiken representeras på den södra långväggen. Patriarken Abraham och profeten Moses från Gamla testamentet representeras på den västra väggen i långskeppet.

### Jesu tid
De fyra träskulpturerna är verk av Carl Milles. Rummet rakt fram, triumfbågsvalvet, avslutas med en krucifixbalk, och figurerna berättar om Jesu tid på jorden och Guds uppenbarelse i Nya Testamentet. Krucifixbalken bärs upp av apostlarna Petrus med nyckeln och Paulus med svärdet. Triumfkorset symboliserar Jesus själv och han flankeras av två änglar. De fyra evangelisterna Matteus, Markus, Lukas och Johannes är avbildade på väggarna intill.

### Tiden efter Jesus
I korets målningar fortsätter gudsuppenbarare från tiden efter Jesus. Kontrasten mellan det mörka triumfbågsvalvet och det ljusskimrande koret symboliserar att "Lidandets mörker öfvergår i triumferande ljus – den till döden nedstigne, men till himlen återfarne är i sin ande närvarande hos de sina".  Här finns biskop Augustinus med sin mor Monica, aposteln Ansgar ("Nordens apostel") och Sankt Botvid, Erik den helige och biskop Henrik, den heliga Birgitta med biktfadern Mattias (Magister Mathias Lincopensis) och Martin Luther med Gustav II Adolf.
Den förste pastorn i Uppenbarelsekyrkan var Nils Widner.